# Yves Le Grand
Pour les articles homonymes, voir Le Grand.
Ne doit pas être confondu avec Yves Legrand.
Yves Le Grand (1908-1986) est un enseignant français spécialiste de l'optique physiologique et de la colorimétrie. Professeur de physique appliquée aux sciences naturelles au Muséum national d'histoire naturelle, directeur du même établissement (1971-1975), il fut également vice-président de la Commission internationale de l'éclairage (1967-1971).

## Biographie
Élève de l'École polytechnique avec Charles Fabry, il est docteur ès sciences en 1936. Sa thèse porte sur la diffusion de la lumière dans l'œil, avec la description de l'appareil qu'il a mis au point pour la mesurer.
En 1937, il publie ses recherches sur le papillotement. Cette méthode de psychologie expérimentale permet aux sujets de constituer des lumières métamères par une alternance rapide entre une lumière témoin et une autre, qu'on ajuste le plus souvent par mélange de couleurs primaires. Elle donne des résultats différents de la comparaison côte à côte et une meilleure discrimination. La même année, il présente un galvanomètre à déviation logarithmique. Il multiplie les notes et communications que Charles Fabry présente à l'Académie des Sciences.
Il est nommé la même année au Laboratoire de physique appliquée aux êtres vivants du Muséum national d'histoire naturelle dont il devient l'année suivante sous-directeur puis directeur.
Il enseigne l'optique physiologique à l'École supérieure d'optique à partir de novembre 1942.
En 1949, il succède à Jean Becquerel à la chaire de physique appliquée aux sciences naturelles jusqu'en 1977.
En 1966, il crée la Société française d'optique physiologique avec Albert Arnulf, Pierre Fleury et André Dubois-Poulsen, sise à l'Institut d'optique théorique et appliquée (actuellement SupOptique), il en est élu le premier président.

## Citations
« Plus on rêve à ce monde, plus on pense que les couleurs ont été faites pour qu’il soit beau. Et la beauté n’est pas une ruse, c’est un besoin pour l’homme. »

— Yves Le Grand 1956[réf. nécessaire].

## Distinctions
- Secrétaire d'honneur de la Commission Internationale de l'Éclairage (1955)
- Président du Centre d'information de la couleur (1956 à 1969)
- Président de l'Association Internationale de la Couleur
- Commandeur de la Légion d'honneur (1959)
- Vice-président de la Commission internationale de l'éclairage de 1967 à 1971.
- Titulaire de la Médaille Tillyer de l'Optical Society of America (1974).

## Publications

### Monographies
- Les Yeux et la Vision, Dunod, 1960
- Vision des couleurs, 1961
- Optique physiologique en 3 tomes, éd de la Revue d'optique 1956-1964, puis Masson, 1970

### Articles
- Notes présentées à l'Académie des Sciences
  - « Sur la vision en lumière dirigée » (janvier 1936)
  - « Vision binoculaire à travers des polariseurs croisés » (1936)
  - « Observation de l'image atmosphérique d'un phare » (janvier 1937)
  - « Sur le papillotement en vision latérale » (1937)
  - « Sur la fluorescence du cristallin » (1938)
  - « Sur la photométrie des sources quasi-ponctuelles » (1939) ;
  - « Couleur et brillance du ciel nocturne » (1942)
  - « Sur la mise au point de l'œil en vision nocturne » (1942)
  - « Sur la théorie des sensibilités différentielles » (1943)
  - « Nouvelles recherches sur la fluorescence du cristallin » (1947)
  - « Sur une propriété différentielle du domaine des couleurs » (1948)
  - « Sur la spécification des sources lumineuses par la méthode des bandes spectrales » (1949)
  - « Sur l'absoption de l'infrarouge par l'œil humain » (1952)
  - « Couleur du ciel crépusculaire au zénith » (1954)
- Dans L'Année psychologique :
  - Recherches sur le papillotement. La dualité de la vision aux brillances élevées (1937)
  - La notion de système récepteur indépendant (1940)
  - Sur les notions de remotum et d'accommodation négative (1949)
- Dans La Revue scientifique
  - « Le magnétisme aux basses températures » (1938)
- Yves Le Grand, « La vision du point à l'œil nu et derrière un instrument », Ciel et Terre, vol. 68,‎ 1952, p. 40-43 (lire en ligne)